# Branko Samarovski

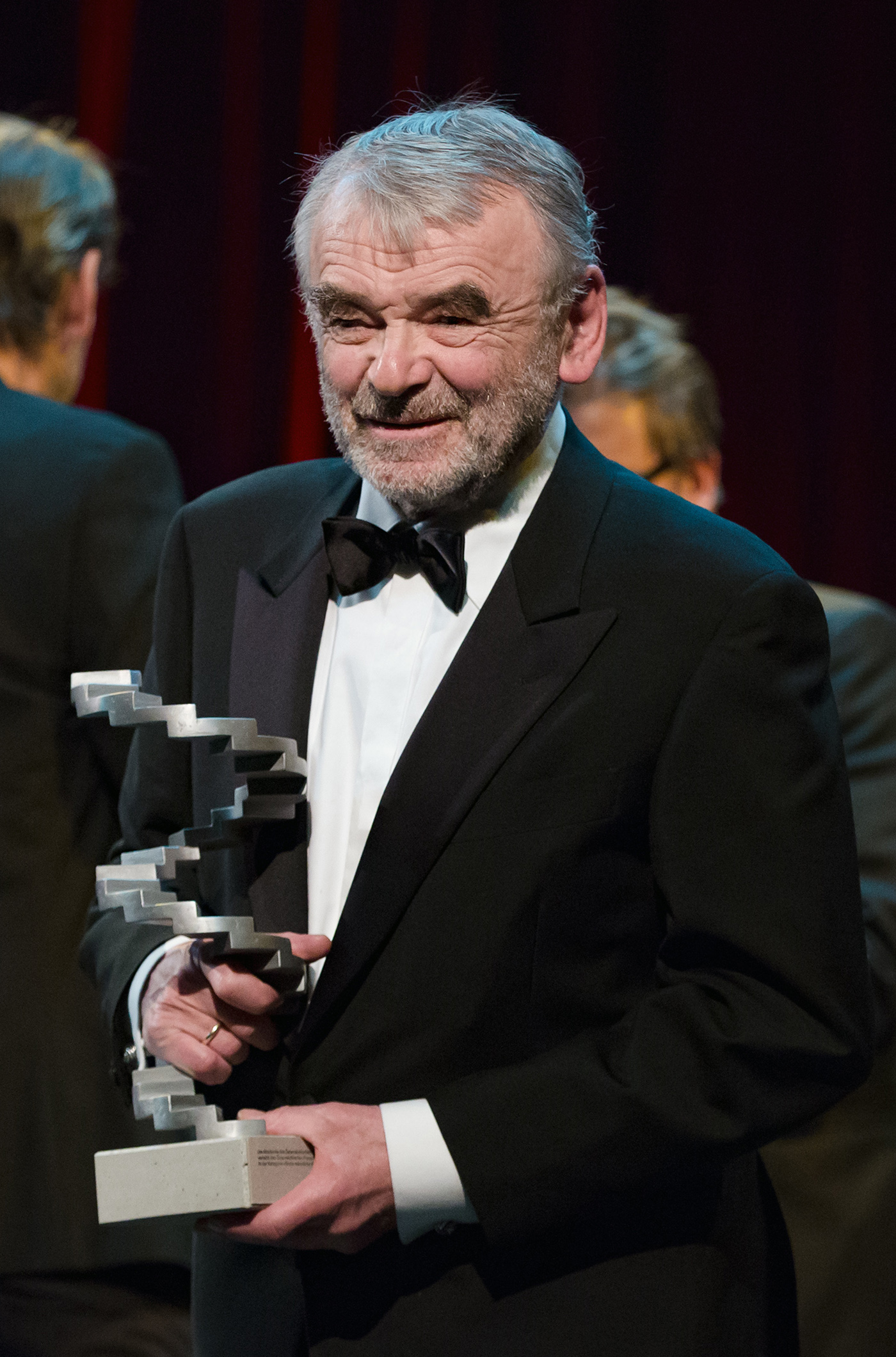
Branko Samarovski (Österreichischer Filmpreis 2017)

Branko Samarovski (* 9. Juli 1939 in Zemun, Königreich Jugoslawien) ist ein österreichischer Schauspieler. Er ist ein Mitglied des Wiener Burgtheaters.

## Leben
Bis zum fünften Lebensjahr wuchs er im donauschwäbischen Viertel Franztal von Zemun (Serbien) auf; von dort Flucht nach Mondsee in Oberösterreich. Mit 14 Jahren begann er eine Schlosserlehre in Salzburg. Neben der Arbeit als Schlosser spielte er an der Elisabethbühne unter dem Hochaltar der Vorstadtkirche St. Elisabeth in Salzburg Theater. Er nahm Privatschauspielunterricht beim Gründer der Elisabethbühne Georges Müller und kam schließlich an das Mozarteum in Salzburg, wo er die Schauspielausbildung absolvierte.
Samarovskis erstes und einziges Vorsprechen brachte ihn 1966 an die Vereinigten Bühnen Graz. Weitere Theaterstationen: 1971/72 Darmstadt. Ab 1972 wurde er von Hans Peter Doll nach Stuttgart geholt. Ab 1979 ging er mit Claus Peymann an das Schauspielhaus Bochum. 1985 wurde er an die Schaubühne Berlin gerufen. Er arbeitete unter anderem mit Peter Stein, George Tabori, Andrea Breth und Jürgen Gosch. Seit 1991 ist er am Wiener Burgtheater engagiert. 2006 wurde er von der Künstlerin Christy Astuy für die neue Porträtgalerie im Burgtheater porträtiert.
Er wirkte in zahlreichen Film- und Fernsehproduktionen mit, darunter in Herbert Achternbuschs Der junge Mönch (1978) und mehrmals bei Michael Haneke. Für die Darstellung des Invaliden in Hanekes Verfilmung von Die Rebellion (1993) erhielt er den vom Verband österreichischer Kameraleute vergebenen Goldenen Kader. Beim Österreichischen Filmpreis 2017 wurde er als bester Schauspieler in einer Nebenrolle, in Kai Wessels Nebel im August, ausgezeichnet.

## Rollen (Auswahl)

Branko Samarovski als Franz Haydinger erinnert sich an Joseph Kyselak

- Valentin (im zweiten Teil) in Der Verschwender (F. Raimund; Regie: S. Bachmann)
- Schlucker in Zu ebener Erde und erster Stock (Nestroy; Regie: A. Weber)
- Truffaldino in Der Diener zweier Herren (Goldoni; Regie: A. Freyer)
- K. Browick in Baumeister Solneß (Ibsen; Regie: T. Ostermeier)
- Polonius in Hamlet (Shakespeare; Regie: K. M. Brandauer)
- Estragon in Warten auf Godot (Beckett; Regie: C. Lievi)
- Don Amalino der Blinde in Viridiana (L. Bunuel; Regie: D. Gotscheff)
- Frosch in Die Fledermaus (J. Strauss; Regie: A. Dresen)
- Willi in Peep Show (Tabori; Regie: G. Tabori)
- W. Callaghan in 25. Stunde (Tabori; Regie: G. Tabori)
- Kraitmaier in Der jüngste Tag (Ö. v. Horváth; Regie: A. Breth)
- Simeonow-Pistschik in Der Kirschgarten (A. Tschechow; Regie: A. Breth)
- B. Derill in Das Ende vom Anfang (Seán O’Casey; Regie: A. Breth)
- Marbod, Bärenbändiger, Hermanns alter Diener in Hermannsschlacht (Kleist; Regie: C. Peymann)
- Tasso in Torquato Tasso (Goethe; Regie: C. Peymann)
- Mephisto in Faust Teil 1 und 2 (Goethe; Regie: C. Peymann)
- Enobarbus in Antonius und Cleopatra (Shakespeare, Regie: P. Stein)
- Casca in Julius Cäsar (Shakespeare; Regie: P. Stein)
- Der Alte in Roberto Zucco (Koltes; Regie: P. Stein)
- Tschebutikin in Drei Schwestern (A. Tschechow; Regie: P. Stein)
- Firs in Der Kirschgarten (A. Tschechow; Regie: P. Stein)
- Teufel in Jedermann (H. von Hofmannsthal; Regie: G. Friedel)

## Filmografie (Auswahl)

### Kino
- 1991: Wildfeuer
- 1992: Der Berg
- 1994: 71 Fragmente einer Chronologie des Zufalls
- 1997: Das Schloß
- 2002: Gebürtig
- 2003: Ravioli
- 2003: Wolfzeit
- 2004: Villa Henriette
- 2005: Karo und der liebe Gott
- 2007: Kuka’s Empfehlungen
- 2007: Die Entdeckung der Currywurst
- 2008: Nordwand
- 2009: Das weiße Band – Eine deutsche Kindergeschichte
- 2016: Nebel im August
- 2017: Grießnockerlaffäre
- 2018: Und der Zukunft zugewandt
- 2020: Narziss und Goldmund
- 2021: Rotzbub (Stimme)
- 2024: Andrea lässt sich scheiden
- 2024: Pfau

### Fernsehen
- 1986: Der Lockspitzel (ZDF)
- 1991: Tatort: Blutwurstwalzer (Fernsehreihe)
- 1993: Die Rebellion
- 1999: Geliebte Gegner
- 2000: Die Nichte und der Tod
- 2001: Blumen für Polt
- 2001: Spurensuche
- 2002: Die Rückkehr
- 2004: Tote leben länger
- 2004: Daniel Käfer und die Villen der Frau Hürsch
- 2004: Die Heilerin
- 2004: Die Ohrfeige
- 2005: Der Winzerkönig
- 2007: Tatort: Tödliche Habgier
- 2008: Wenn sich’s thun ließ, schrieb er seinen Namen hin
- 2009: Oben ohne (Serie) – ab Staffel 3 (inkl. Weihnachtsspecial)
- 2009: Ein Schnitzel für drei (Fernsehfilm)
- 2009: Böses Erwachen
- 2010: Hinter blinden Fenstern
- 2012: Hannas Entscheidung
- 2012: Braunschlag (Fernsehserie)
- 2013: Stolberg (Fernsehserie, Folge Die Frankenberg-Protokolle)
- 2013: Tatort: Aus der Tiefe der Zeit (Fernsehreihe)
- 2014: Tatort: Paradies (Fernsehreihe)
- 2014: Der letzte Kronzeuge – Flucht in die Alpen (Fernsehfilm)
- 2014: Eine Liebe für den Frieden – Bertha von Suttner und Alfred Nobel (Fernsehfilm)
- 2015: Kleine große Stimme (Fernsehfilm)
- 2015: Landkrimi – Wenn du wüsstest, wie schön es hier ist (Fernsehreihe)
- 2015: Lotta & das ewige Warum
- 2015–2018: Vorstadtweiber (Fernsehserie)
- 2018: St. Josef am Berg
- 2018: Marie fängt Feuer – Zweite Chance
- 2018: Die Professorin – Tatort Ölfeld (Fernsehfilm)
- 2019: Nimm Du ihn (ARD)
- 2019: Herzjagen (Fernsehfilm)
- 2020: Landkrimi – Steirerwut (Fernsehreihe)
- 2022: Die Glücksspieler (Fernsehserie)
- 2024: Crooks (Fernsehserie)
- 2025: Marie fängt Feuer – Lokale Gewitter

## Hörspiele
- 1986: George Tabori/Jörg Jannings: Erste Nacht letzte Nacht; Regie: Jörg Jannings (RIAS Berlin/NDR)
- 1991: Edgar Hilsenrath: Das Märchen vom letzten Gedanken (Der letzte Gedanke des Tovma Kathisian) – Regie: Peter Groeger (Hörspiel – SFB/HR)

## Auszeichnungen
- Goldener Kader für den besten Schauspieler 1994 (für den Film Die Rebellion)
- 2001: Nestroy-Nominierung für die Beste Nebenrolle
- 2017: Österreichischer Filmpreis in der Kategorie Beste männliche Nebenrolle
- 2022: Diagonale – Großer Diagonale-Schauspielpreis[3]